# Ea Sol
Ea Sol là một xã thuộc huyện Ea H'leo, tỉnh Đắk Lắk, Việt Nam.
Xã Ea Sol có diện tích 232 km², dân số năm 1999 là 7314 người, mật độ dân số đạt 32 người/km². Xã có 09 thôn và 15 buôn. Các buôn: Chăm, Ta Ly, Bung, Chứ, Điết, Kri, Ma Nút, Hwing, Drăn, Krai, Bek, Tang, Chăm Hoai, Hoai, Ea Blong. Các thôn: 1, 2, 3, 4, 5, 6, 7, Thái, Ea Yú.